# Compagnie Générale d'Électricité
La Compagnie Générale d'Electricité era una societat creada a París per Pierre Azaria en 1898, francès nascut el 1865 a la comunitat armènia del Caire, Egipte. Ha estat una de les grans corporacions industrials franceses presents en molts àmbits econòmics, i a través de compres, acords i fusions ha donat lloc a grans empreses com Alcatel, Alstom i Cegelec. A principis del segle XX finançà projectes d'electrificació a Catalunya, sent soci fundacional d'Energia Elèctrica de Catalunya.

## Els inicis
El 1888 Pierre Azaria i Paul Bizet compraren la petita productora d'energia elèctrica Electricité de Rouen en la que els dos treballaven, canviant-li el nom pel de Société Normande d'Électricité. El 1896 l'empresa subministrava electricitat a 1.300 abonats a la ciutat de Rouen,
El 1898 la Société Normande d'Électricité es fusiona amb cinc empreses fabricants d'equips elèctrics per formar la Compagnie Générale d'Electricité. La nova societat ja tenia un capital de deu milions de francs.
El seu negoci era competir en el mercat de la indústria elèctrica amb les grans empreses internacionals que ja estaven implantades (AEG, Siemens AG, General Electric). Buscava concessions d'enllumenat en ciutats mitjanes per construir-hi centrals elèctriques i així generar demanda d'equipaments industrials produïts per la mateixa societat (cables, llums, aïllants, acumuladors, etc.), seguint en part el model alemany de participar en projectes d'electrificació per vendre equipaments però tenint menys recursos financers. Una gran part d'aquest material es fabricava amb llicència de la societat Brown, Boveri & Cie de Suïssa.
Des de ben aviat l'empresa estigué a prop del món polític per estar en contacte amb el poder estatal; Paul Doumer president del consell d'administració des de 1910 fins al 1927 havia estat ministre d'Hisenda a França i president de la Cambra de Diputats, i seria president de la República francesa el 1931.
Entre 1898 i el 1911 Compagnie Générale d'Electricité ja havia creat la Compagnie Lorraine d'Electricité, la Compaignie d'Electricité de Marseille, les centrals elèctriques d'Angers i Brest i a les fàbriques de material elèctric on treballaven més de 6.000 obrers.

## El projecte d'Emili Riu
Emili Riu i Periquet, polític nascut a Sort, diputat a Madrid que gaudia d'una posició que li va permetre veure les possibilitats d'explotació econòmica de les innovacions que es produïen en l'àmbit de la producció d'energia elèctrica. En 1904 i 1909 va obtenir del govern concessions d'explotació hidroelèctrica i va fer realitzar un detallat estudi de tota la regió lacustre d'Estany Gento.
Davant la negativa dels banquers de Barcelona a finançar els seus projectes, Emili Riu va contactar amb financers de París i Ginebra, entre ells la Compagnie Générale d'Electricité. A principis d'abril de 1911 aquesta empresa va enviar una comissió d'enginyers francesos a Capdella, zona de la qual Riu era titular de la concessió d'explotació hidroelèctrica, per verificar la viabilitat tècnica i econòmica del projecte. La comissió va informar favorablement sobre la seva viabilitat.
El 18 de novembre de 1911 es va constituir a Barcelona la societat Energia Elèctrica de Catalunya amb un capital de 10 milions de pessetes, dels quals la Compagnie Générale d'Électricité tenia el 47%.
La companyia catalana inicià un ambiciós procés de construcció de centrals elèctriques; la presència en el mateix mercat d'un competidor de les dimensions de la Barcelona Traction aconsellaren la col·laboració entre les dues companyes. En l'ampliació de capital d'Energia Elèctrica de Catalunya de 1913 la Barcelona Traction adquirí el 49% del capital amb opció de compra de la resta del capital. Si bé s'inicià un procés de repartiment del mercat entre les dues societats amb l'objectiu de mantenir la rendibilitat, la caiguda del consum que hagué d'afrontar Energia Elèctrica de Catalunya després de la Primera Guerra Mundial provocaren una crisi important amb impagament de deutes a la Compagnie Générale d'Electricité; després del compliment d'un pla de pagament del deute, la Compagnie Générale d'Electricité, necessitada de fons, acabà venent la seva participació a la Barcelona Traction el 1923, como ho fer la Société Suisse d'Industries Éléctriques el desembre de 1924.
Aquest mode d'operar no era alié a la Compagnie Générale d'Electricité. Per finançar-se venien les concessions que no els interessaven per comprar o crear noves societats, com va fer per exemple amb la creació en el 1912 de la Compagnie Universelle de Télégraphie et Téléphonie que va ser venuda el 1914.

## Evolució posterior

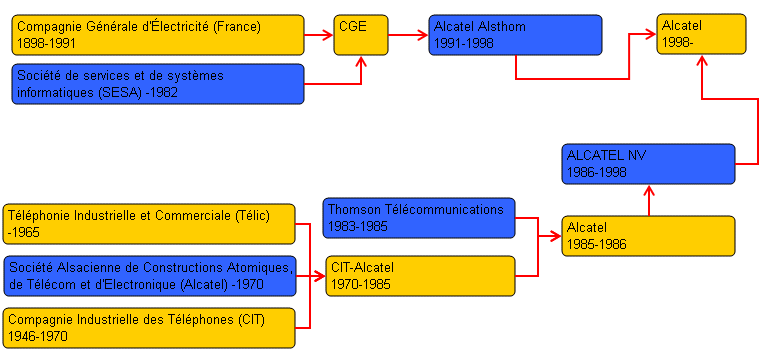
Arbre genealògic simplificat d'Alcatel

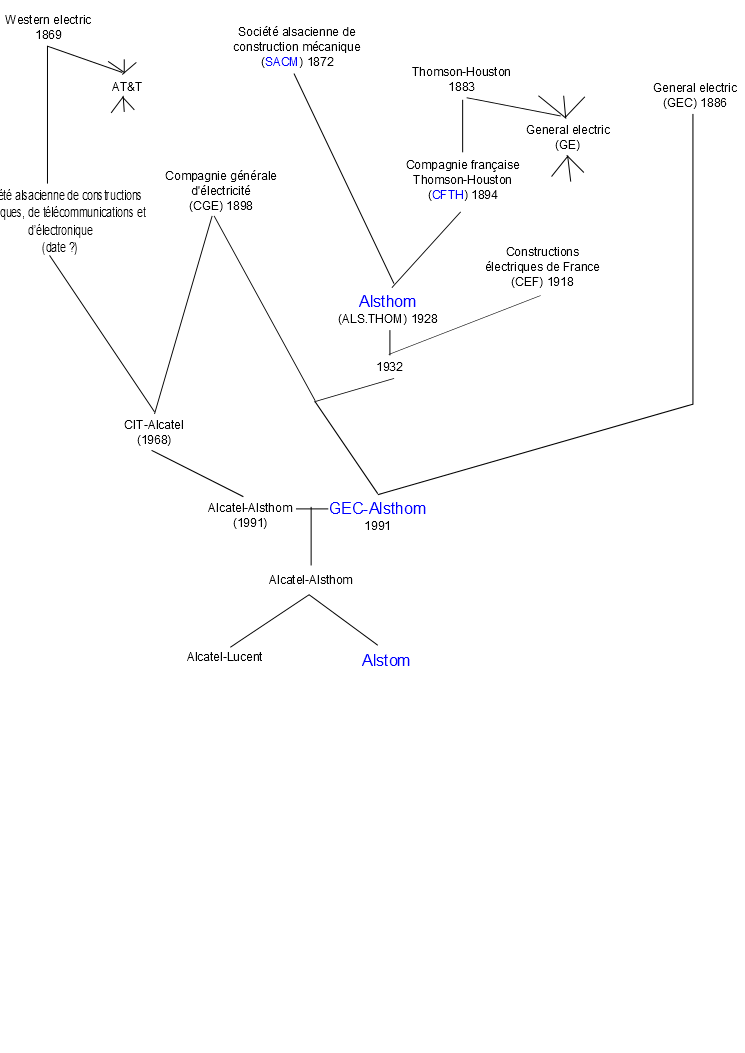
Arbre genealògic simplificat d'Alstom

Al principi dels anys trenta, quan els efectes del crac del 29 es van notar a França, la Compagnie Générale d'Electricité ja era un important grup industrial. Donava feina a més de 20.000 persones i el conglomerat incloïa una cinquantena d'empreses.
En els quinze anys que transcorregueren entre 1931 i 1946 l'empresa s'enfrontà a grans dificultats: la depressió econòmica, la Segona Guerra Mundial i la nacionalització en el 1946 del seu principal client, el sector energètic francès, per formar l'Électricité de France (EDF). Tots els anys, des de la seva creació fins 1994, tret de l'any 1903, la Compagnie Générale d'Electricité pagà dividend als seus accionistes. El grup fou nacionalitzat amb l'arribada al poder de François Mitterrand i les seves filials de telecomunicacions es fusionaren amb les del grup públic Thomson, agrupant-se amb el nom d'Alcatel.
El 1991 la Compagnie Générale d'Electricité va canviar el seu nom quasi centenari, esdevenint Alcatel-Alsthom. A partir de 1998 es dividí en tres grans grups: Nexans (cables de coure), Alstom (energia i transport) i Cegelec (enginyeria elèctrica). El 2006 Alcatel es fusionà amb l'americana Lucent Technologies, el 2007 s'acomiadà al 31% de la plantilla. A l'octubre de 2014 Alcatel-Lucent va vendre el 85% de les accions de la seva divisió empresarial (Alcatel Lucent Enterprise - ALE) a la societat China Huaxin, i el 2016 la resta d'Alcatel-Lucent es comprada per Nokia.
A l'any 2019 Alstom i Nexans continuen com a companyies independents dintre del seu àmbit de negoci.